# Kenwerd
Kenwerd is een gehucht in de gemeente Westerkwartier in de Nederlandse provincie Groningen. Het ligt ten westen van Oldehove aan de doodlopende Kenwerderlaan. Kenwerd is een nog gave wierde, afgezien van de noordflank, waar een stuk is afgegraven. Op het oostelijke deel van de wierde staan twee boerderijen.

## Geografie
De min of meer cirkelvormige wierde heeft een omvang van 300 bij 275 meter en een oppervlakte van 8 hectare, waarmee het de grootste wierde in het Humsterland is. De hoogte loopt op tot 4,23 meter boven NAP. Kenwerd ligt op een kwelderrug en is opgebouwd uit zandige klei. Een vergroting in de 8e eeuw vond plaats door de opvulling van een getijdegeul met bewoningsresten als mest, as, plaggen en andersoortig afval. De wierde bestaat uit meerdere toppen met depressies daartussen en is daarmee een goed voorbeeld van het laatste stadium van de huisterpen. De wierde heeft geen ringsloot, maar alleen een ringweg (landweggetje) aan noordzijde.

## Bewoning

### Leeftijd en naam
De oudste sporen van bewoning dateren uit ongeveer 50 na Chr, maar mogelijk is de wierde nog ouder. Kenwerd wordt al in de 8e eeuw genoemd in een schenkingbrief: een zekere Gotricus schenkt in 786 aan de abdij van Echternach landerijen gelegen te Chinicwirde, het huidige Kenwerd. Van de 10e tot de 12e eeuw wordt het Kustridingi genoemd in de registers van de abdij van Werden. De naam 'Chinicwirde' is door Halbertsma (1964) via het Oudfriese kininge uitgelegd als "koningswierde". Eerder verklaarde De Vries (1946) de naam echter als "koeiewierde" ('plaats waar gevochten werd om een koe'). Hij zocht het in de 'afslijting' van de naam van 'Kunawerth' tot 'Kenewerd'.

### Opgravingen
Bij een profielinspectie in 1958 werd vastgesteld dat de wierde in de 8e eeuw haar grootste omvang bereikte. Volgens Van der Aa (1845-46) zou er een kloostergebouw gestaan hebben dat volgens een 19e-eeuwse overlevering tot Baflo zou hebben behoord, twee torens zou hebben gehad en zeer vroeg ook weer werd verwoest. Of er werkelijk een kloostergebouw heeft gestaan wordt beschouwd als onwaarschijnlijk, daar puin dat bij boringen naar boven kwam eerder deed denken aan een hoeve, mogelijk een kloostervoorwerk. Bij opgravingen in 1827 en 1828 werden kogels, zwaarden en met as gevulde urnen gevonden in de wierde. Bij latere boringen en opgravingen (1971, 1982, 1997) werden bewoningsporen aangetroffen tot op een diepte van 5 meter, waaronder inheems Romeinse en middeleeuwse scherven, een maalsteenfragment, plaatselijk veel puin, het restant van een muur, vele woonvlakken (ophopingen van koemest, sporen van vuurhaardjes (keien verweerd door vuur) en soms een planken vloer).

### Boerderijen
De boerderijen op de wierde stonden vroeger in een krans, met het achterhuis naar de buitenzijde van de wierde gekeerd, zoals tegenwoordig nog bij Biessum te zien is. In de archieven van het klooster Werden zijn namen aangetroffen van pachters van de wierde, waaronder ook ene Tiadrik, waarnaar de nog bestaande zuidoostelijke boerderij op de wierde Tiaertsemaheerd is vernoemd. Rond 1500 stonden er nog 7 heerden op de wierde. Dat waren naast de Tiaertsemaheerd de Basmaheerd, Deijkemaheerd, Keesemaheerd, Lutke Haerde Stede, Ritsemaheerd en Rolsemaheerd. Een van de boeren van de Tiaertsemaheerd was Walle toe Kenwert, Jouke Tiaersema meyer die in 1552 was beschuldigd van hekserij (mogelijk door toedoen van marteling) door een vrouw voordat ze in datzelfde jaar als heks was verbrand op de 'Uiterdijk bij Ackemahuis'. De stadhouder beviel echter Walle vrij te laten zonder hem te martelen met de woorden 'los vry ende leedich, ongepyniget sunder enich letsel an toe doen'.
In de 2e helft van de 16e eeuw verdwenen de Basmaheerd, Keesemaheerd en Lutke Haerde Stede en rond 1750 was ook de Deijkemaheerd verdwenen. Op de kadastrale kaart van 1821 komen ook twee arbeidershuisjes voor. In 1845 woonden er 40 mensen. In de 20e eeuw werden de Ritsemaheerd en Rolsemaheerd samengevoegd tot de noordwestelijke boerderij.

### Toegangswegen
In de jaren 1950 was de wierde nog door landbouwwegen verbonden met de Aalsumerweg en via een zuidoostelijker gelegen boerderij ook met de Niehoofsterweg. De landbouwweg naar de Aalsumerweg liep vroeger door tot aan het Reitdiep en diende voor het vervoer van graan. De naam was ook wel Netreed (van net of nôt; het Friese woord voor graan). In 1958 werd in het verlengde van de Netreed op de wierde een keienpaadje van ongeveer 60 centimeter breed aangetroffen. In de jaren 1960 was de verbinding naar de Niehoofsterweg verdwenen en in de jaren 1980 de verbinding naar de Aalsumerweg.

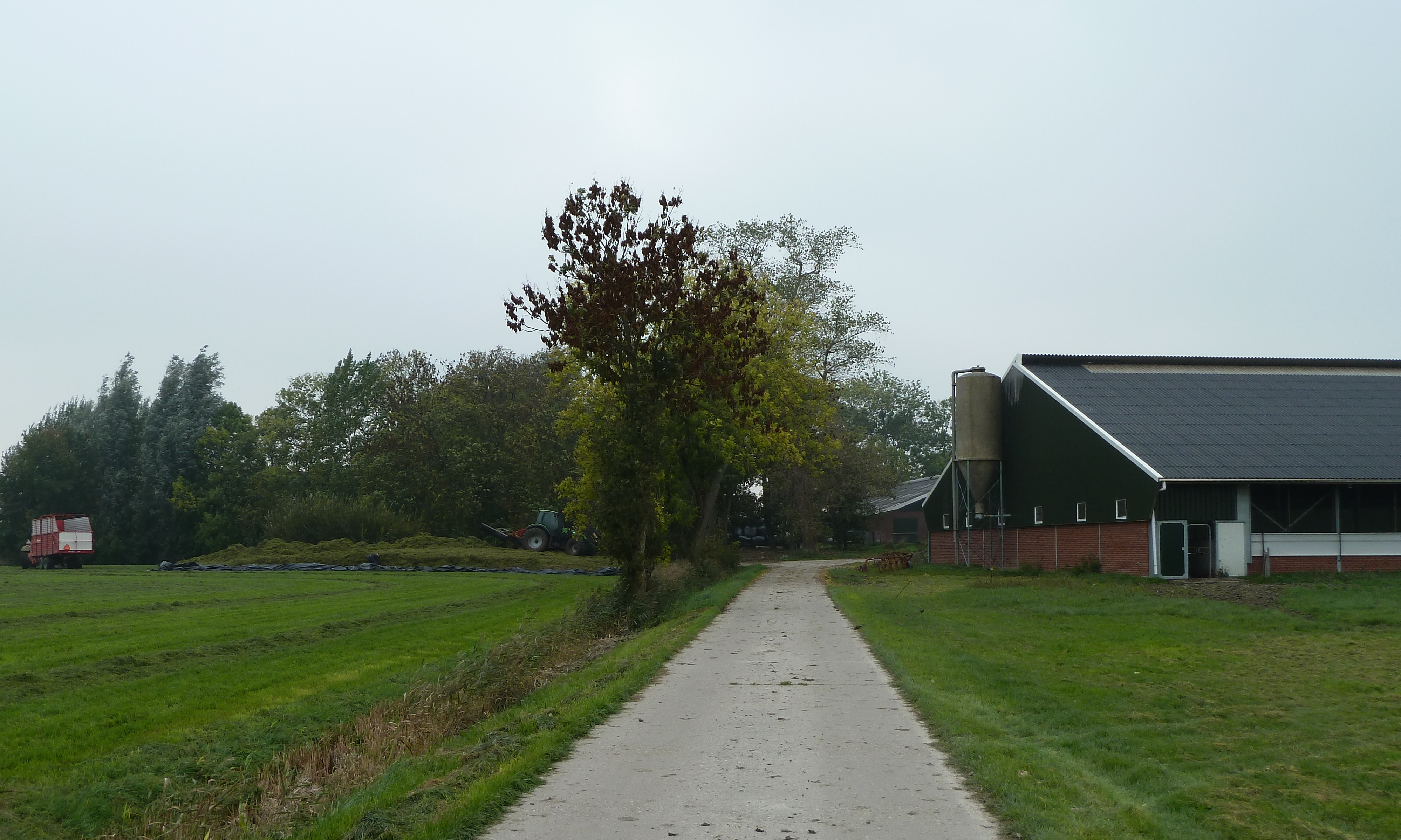
Ingang vanaf Kenwerderlaan
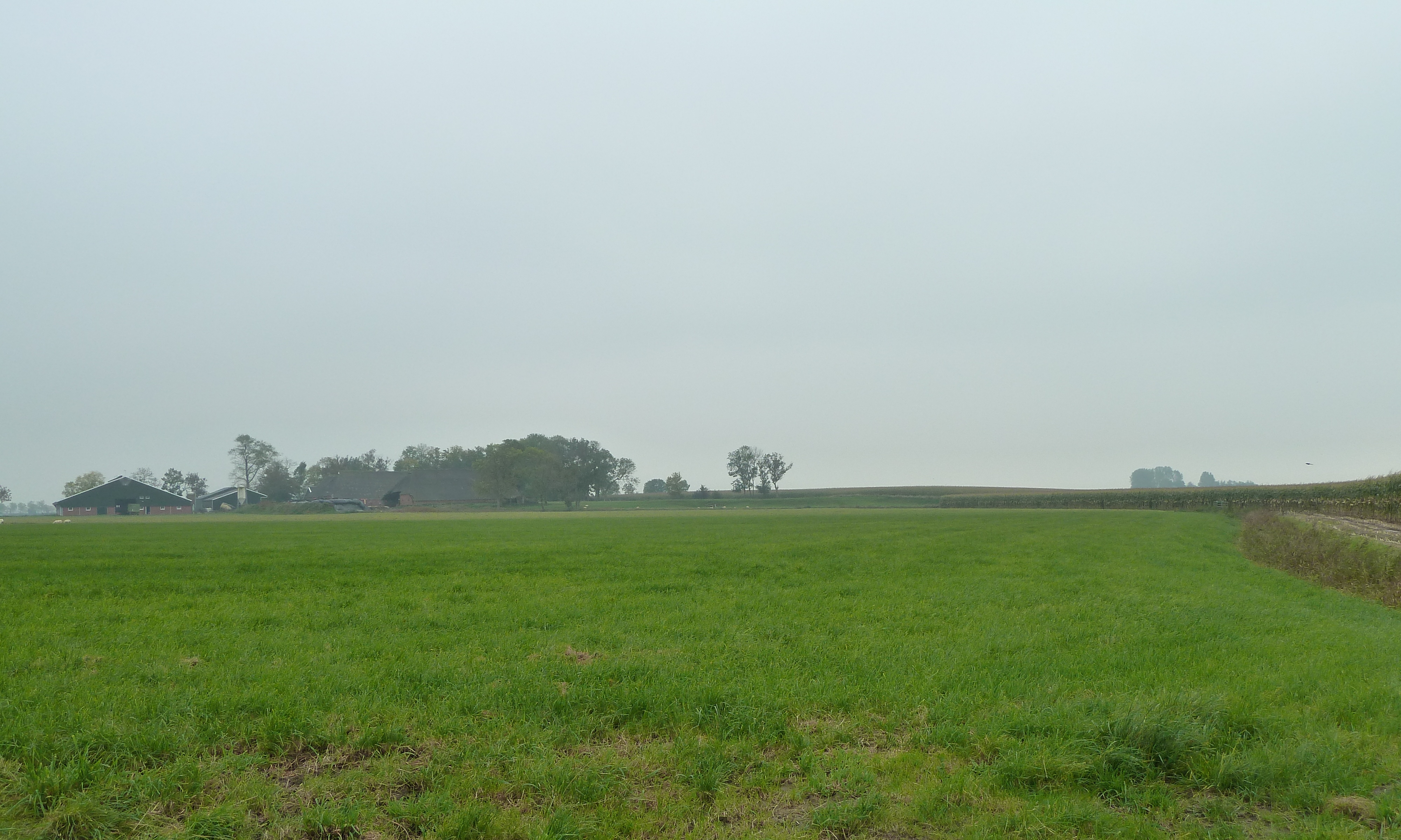
Wierde gezien vanaf de Aalsumerweg met links boerderijgebouwen